# Trepuzzi
Trepuzzi község (comune) Olaszország Puglia régiójában, Lecce megyében.

## Fekvése
A Salentói-félsziget északi részén fekszik, Lecce városától északnyugatra.

## Története
Első írásos említése 1190-ből származik, noha egyes történészek az ókori Treputiummal azonosítják. 1806-ig, amikor a Nápolyi Királyságban felszámolták a feudalizmust, a Leccei Grófság része volt, ezt követően lett önálló község.

## Népessége
A népesség számának alakulása:

## Főbb látnivalói
- Palazzo Petrucci - 17. századi nemesi palota.
- Santa Maria dell’Assunta-templom - 17. századi templom.
- Palazzo Bianco - 19. századi palota, ma polgármesteri hivatal.
- Palazzo Barrile-Spinelli - egy 18. századi palota, amely egy korábbi erődítmény alapjain épült fel.